# TV Prevê
TV Prevê é uma emissora de televisão brasileira sediada em Bauru, cidade do estado de São Paulo. Opera no canal 32 digital e é afiliada da TV Brasil. Iniciou suas transmissões em 1995, fazendo parte da Rede Estadual de Rádio e Televisão Educativa.

## História
A TV Prevê teve seu início de transmissão em 1 de novembro de 1995, através de uma concessão da TV Cultura e TV Educativa. Atualmente mantém 7 horas diárias com programação local, trazendo para dentro da casa dos cidadãos, os principais acontecimentos da cidade, como a transmissão exclusiva das sessões da Câmara Municipal e diversas atividades esportivas. Através de entrevistas exclusivas da TV Prevê, o público de Bauru e região pode conhecer melhor os homens públicos e as personalidades em destaque. A programação conta com programas que interagem com as cidades regionais de Bauru.
A emissora também é retransmissora da TV Brasil.

## Sinal digital
| Canal virtual | Canal digital | Resolução de tela | Programação                                   |
| ------------- | ------------- | ----------------- | --------------------------------------------- |
| 32.1          | 32 UHF        | 1080i             | Programação principal da TV Prevê / TV Brasil |

Transição para o sinal digital
Com base no decreto federal de transição das emissoras de TV brasileiras do sinal analógico para o digital, a TV Prevê, bem como as outras emissoras de Bauru, cessou suas transmissões pelo canal 31 UHF em 28 de março de 2018, seguindo o cronograma oficial da ANATEL.

## Principais programas de sua grade
Salvo alterações os programas a seguir são transmitidos diariamente:
- Diário do Brasil Edição Meio Dia
- É direito
- Enfoque Regional
- Enfoque Esportivo
- IESB é Notícia
- Momento Político
- Preve Cultura
- Preve Saúde
- Programa Nota 10
- Sabor Brasil
- Variedades

## Instalações
Sua principal instalação encontra-se em Bauru, no Jardim Ferraz. Composta de um retransmissor de 3 GhZ, que abrange um raio de quase 100 km, com frequência variável. Seu sinal em Bauru, pode ser  captado pelos seguintes canais:
- Canal 17 - NET
- Canal 32.1 Digital
- Canal 21 LPNet

E em outras cidades da região pelo canal 31 UHF;
- Agudos
- Arealva
- Avaí
- Balbinos
- Barra Bonita
- Boracéia
- Cabrália Paulista
- Dois Córregos
- Duartina
- Pederneiras
- Guarantã
- Iacanga
- Itapuí
- Lençóis Paulista
- Mineiros do Tietê
- Paulistânia
- Pirajuí
- Piratininga
- Presidente Alves
- Uru